# Wolf-Rüdiger Bretzke
Wolf-Rüdiger Bretzke (* 25. September 1944 in Stettin; † 23. Dezember 2022) war ein deutscher Logistikwissenschaftler, Hochschullehrer, Praktiker und Berater in der Logistik.

## Leben
Bretzke stammte aus einer Familie von Spediteuren. Nach Vertreibung und Flucht ließ sich die Familie in Krefeld nieder (dort Abitur 1964 am Gymnasium am Moltkeplatz). Nach dem Abitur ließ er sich zwei Jahre zum Reserveoffizier der Bundeswehr ausbilden. Es folgte ein Studium der Betriebswirtschaftslehre an der Universität zu Köln, wo er nach dem Examen 1971 zum Diplom-Kaufmann als Wissenschaftlicher Assistent übernommen wurde. Hier erfolgte 1975 seine Promotion (Das Prognoseproblem bei der Unternehmungsbewertung: Ansätze zu einer risikoorientierten Bewertung ganzer Unternehmungen auf der Grundlage modellgestützter Erfolgsprognosen) und 1979 die Habilitation (Der Problembezug von Entscheidungsmodellen).
Er war von 1980 bis 1991 auf Geschäftsführungs- und Vorstandsebene in logistischen Dienstleistungsunternehmen tätig, davon die letzten vier Jahre im Vorstand der Thyssen Haniel Logistic GmbH. Von 1991 bis 1999 baute er ein eigenes Beratungsunternehmen auf und leitete es. Von 1996 bis 2000 hatte er den Lehrstuhl für Verkehrsbetriebslehre und Logistik am Fachbereich Wirtschaftswissenschaften der Gerhard-Mercator-Universität Duisburg inne. Von 2000 bis 2003 war er Partner der KPMG Consulting AG, für die er die Just-in-time-Logistik als den Bereich Supply Chain Management als Solution aufbaute und leitete. Nach einer weiteren zweijährigen Tätigkeit als exclusive Advisor für deren Rechtsnachfolger BearingPoint GmbH trat Bretzke im Oktober 2005 als Mitglied des Beirats der auf Logistik spezialisierten Unternehmensberatung Barkawi Management Consultants, München, bei und fungierte dort bis Ende September 2013 als Head of Supply Chain Strategy.
An der Kühne Logistics University (KLU) in Hamburg war er Mitglied des Competence Networks. Die Bundesvereinigung Logistik e. V. (BVL) ernannte ihn nach seinem Ausscheiden aus dem Vorstand zum Ehrenmitglied auf Lebenszeit. Zum 70. Geburtstag wurde er durch eine internationale Festschrift geehrt. Er schied mit 69 Jahren aus dem aktiven Berufsleben aus und war danach in Krefeld als selbständiger Berater für Logistik tätig. Er veröffentlichte außerdem Gedichtbände. Ab 2016 war er als „Logistik-Guru“ ehrenamtlicher Berater der Humanitarian Logistics Organisation e. V. in Hamburg. Der WorldCat nennt 50 Werke von/über ihn.

## Werke
- W.-R. Bretzke: Der Problembezug von Entscheidungsmodellen. Tübingen 1980.
- W.-R. Bretzke: Logistische Netzwerke. 2., wesentlich bearbeitete und erweiterte Auflage, Heidelberg - Dordrecht - London - New York 2010.
- W.-R. Bretzke und K. Barkawi: Nachhaltige Logistik. Antworten auf eine globale Herausforderung. Heidelberg - Dordrecht - London - New York 2012.
- W.-R. Bretzke und K. Barkawi: Sustainable Logistics. Responses to a Global Challenge. Berlin - Heidelberg 2013
- W.-R. Bretzke: Nachhaltige Logistik. Zukunftsfähige Netzwerk- und Prozessmodelle. 3. Auflage, Berlin Heidelberg 2014
- W.-R. Bretzke: Logistische Netzwerke. 3. Auflage, Berlin Heidelberg 2015
- W.-R. Bretzke: Mitten drin und draußen vor: Gedichte zwischen den Stühlen. Frankfurt/M. 2015
- W.-R. Bretzke: Die Logik der Forschung in der Wissenschaft der Logistik. Berlin Heidelberg 2016
- W.-R. Bretzke: So geht das auch nicht! : Gedichte über das Leben als Solches. Krefeld 2017